# Bélvata
Bélvata (szlovákul Vojtechovce, korábban Bélvata) Illésháza településrésze Szlovákiában, a Nagyszombati kerületben, a Dunaszerdahelyi járásban.

## Fekvése
Somorjától 16 km-re északkeletre fekszik. A korábbi Illésháza és Tonkháza falvakkal együtt alkotja Nový Život községet.

## Története
Nevét elsőként egy 1239-ből származó oklevél említi Watha alakban, mint a pozsonyi vár birtokát. A 14. századi oklevelek az azóta elpusztult Bánkvatát és Általútját (Salamonfölde) is említik. Ez utóbbiért 1239-ben a rá igényt tartó nemzetségek nyilvános párbajban mérkőztek meg, melynek eredményeként a Salamonoké lett. A trianoni békeszerződésig Pozsony vármegye Somorjai járásához tartozott. Napjainkban elöregedő településnek számít, mivel 1989-ig nem engedélyezték az építkezéseket és a fiatalság elvándorolt. Egy Škoda-autószerviz alkotja a település fő vállalkozását.

## Népessége
1910-ben 359, túlnyomórészt magyar lakosa volt.
2001-ben Illésházának 2048 lakosából 1746 magyar és 242 szlovák volt.